# Alfonso Dulanto
Alfonso Antonio Dulanto Corzo, né le 22 juillet 1969 à Lima au Pérou, est un footballeur international péruvien, qui évoluait au poste de défenseur.
Son fils, Gustavo Dulanto, est également footballeur.

## Biographie

### Carrière en club
Avec l'Universitario de Deportes, il dispute 11 matchs en Copa Libertadores, atteignant les huitièmes de finale de cette compétition en 1994 (éliminé par l'Independiente Medellín). À noter que Dulanto reçoit un carton rouge lors du match retour.
Il a l'occasion d'évoluer à l'étranger, notamment en Espagne où il dispute 11 matchs de première division en 1995 au sein du CP Mérida.

### Carrière en sélection
Alfonso Dulanto reçoit 25 sélections en équipe du Pérou entre1994 et 1997, sans inscrire de but.
Il joue son premier match en équipe nationale le 5 mai 1994, en amical contre le Honduras (défaite 2-1). Il figure dans le groupe des sélectionnés lors des Copa América de 1995 (trois matchs disputés) et 1997 (six matchs). Alors que le Pérou est rapidement éliminé lors de l'édition 1995 en Uruguay, Dulanto atteint les demi-finales en 1997 en Bolivie en tant que capitaine de la sélection qui est battue 1-0 par le Mexique lors de la « petite finale ».
Il joue également deux matchs comptant pour les tours préliminaires de la coupe du monde 1998, contre l'Uruguay (défaite 2-0), et le Venezuela (victoire 0-3 à l'extérieur).

## Palmarès
Universitario de Deportes
- Championnat du Pérou (3) :
  - Vainqueur : 1992, 1993 et 1999.